# Vicente Valero Costa
Vicente Valero Costa (Villena, 12 de març de 1949) és un polític valencià, governador civil de Tarragona i Osca durant el govern de Felipe González Márquez. Militant del PSPV-PSOE, era director de la Casa d'Espanya a París fins que fou nomenat governador civil de Tarragona el desembre de 1982. Va convertir el vestíbul d'accés a l'edifici del govern civil en sala d'exposicions i el 1985 va ser greument ferit quan feia de mitjancer en un atracament a la sucursal del Banc de Sabadell a Valls. El setembre de 1988 deixà el càrrec i fou nomenat governador civil d'Osca. Va ocupar el càrrec fins a maig de 1996. Posteriorment (en 2006) fou conseller d'educació de l'ambaixada d'Espanya a Itàlia.